# Cenk
A Cenk (románul: Tâmpa, németül: Zinne, szászul: Zänn) 960 méter tengerszint feletti magasságú hegytömb, a Barcasági-hegyekhez tartozó Keresztényhavas főgerincéből a Nagykrukknál leváló, északkeleti irányba haladó mellékgerinc része, Brassó történelmi központjától délkeletre. Brassó városképének meghatározó eleme, és mivel a központból nézve eltakarja a mögötte fekvő nyerget és a távolabbi vonulatokat, látszólag magányos tömbként emelkedik a város fölé. Bár magasságát tekintve inkább dombnak lehetne nevezni, mégis hegyként tartják számon, mivel a környező hegytömbökkel együtt alakult ki és fejlődött, kinézetében pedig közelebb áll a hegyekhez, mint a dombokhoz. 
Morfológiailag egy délnyugat–északkelet irányú egységes, körülbelül 1000 méter hosszúságú, 850 méter magasságot meghaladó főgerinc jellemzi, melynek hosszában kisebb, lekerekített csúcsok vannak; délnyugati vége lankás, az északkeleti pedig egy igen meredek lejtőben folytatódik. Területének nagy része, 188,2 hektár természeti védelem alatt áll. Északnyugati, belváros felőli árnyas és nedves oldalát bükkerdő borítja, melybe az alacsonyabb részeken juhar és kőris keveredik. A száraz, napsütötte délkeleti oldal a 20. század elejéig kopár volt, ekkor fenyővel ültették be, de azok nem mindenütt tudtak gyökeret vetni a meszes talajon, így egyes részeken a hegyoldal növényzete a füves pusztára jellemző. A csúcs környéki részeket erdei- és vörösfenyővel fásították egy 20. századi tűzvész után. Faunája igen gazdag, 975 nappali és éjszakai lepkefajt és több, mint 110 madárfajt azonosítottak.
A csúcsról nyíló páratlan kilátásnak köszönhetően a Cenket már a természetjárás elterjedése előtt is szívesen keresték fel a kikapcsolódást kereső brassóiak és a városba látogatók. Az első turistautat, az úgynevezett szerpentines utat 1837-ben építették ki; napjainkban több ösvény és egy erdészút is visz a Cenkre.
Az évszázadok során több létesítmény is épült a stratégiai jelentőségű hegyen. A középkorban nagyméretű, bevehetetlen vár állt rajta, melyet egyes történészek ókori eredetűnek vélnek, és ahol a környék lakossága veszély esetén meghúzódhatott. Később vallásos jelképek álltak az ormon, majd a modern korban a mindenkori hatalom szimbólumainak hordozója lett: állt itt osztrák–orosz szobor, magyar millenniumi emlékmű, Sztálin-felirat, napjainkban pedig román zászló. A természetjárás térnyerésével megjelentek a turistáknak szánt létesítmények is: már a 19. században kilátóterasz és vendéglő épült a csúcs közelében, az 1970-es években felvonó és étterem, 2004-ben pedig Hollywood-stílusú betűk.

## Nevének eredete
Orbán Balázs szerint a hegy neve a latin Mons Cinum elnevezésből ered, mely a ptolemaioszi térképen szerepelt (ez nyilván nem azt jelenti, hogy a Cenk konkrétan az ókori térkép Mons Cinumja lett volna; egyesek pusztán azonosnak tekintették vele). Ebből alakult ki (valószínűleg népetimológia hatására) a német Zinne (hegycsúcs, orom) és a magyar Cenk: „többen állitják, hogy az már a rómaiak korában ismeretes volt, azonositván azt a Ptolemaeus földabroszain előjövő Mons Cinummal s ebből származtatják e hegy Zinne nevét, melyet sokáig viselt, s melyből magyar elnevezése is (Czenk) kétségtelenül származott.”
Megjegyzendő, hogy a Cenk/Zinne névvel eredetileg csak a 960 méteres csúcsot illették, és ez csak a 20. században vonódott át az egész hegyre. Magát a hegytömböt kezdetben Várhegyként (Burgberg) ismerték, a rajta álló vár után. A 18. század elején a németek Kreuzbergnek (Kereszthegy), majd Kapellenbergnek (Kápolnahegy) nevezték, ugyanis a csúcson egy feszület, majd egy katolikus kápolna állt. Bár a kápolna néhány évtized alatt elpusztult, a Kapellenberg név még a 19. század végén is közhasználatban volt, és 1885-ben feljegyezték a Vordere Kapellenberg és a Hintere Kapellenberg (Elülső, illetve Hátulsó Kápolnahegy) neveket is.
A román Tâmpa név leginkább kézenfekvő magyarázata, hogy a szláv eredetű tâmp (tompa, életlen) szóból származik, de vannak más elméletek is. Egyes nyelvészek (Drăganu, Iordan) trák eredetű, feltehetően sziklás oldal jelentésű szónak tekintik, azzal érvelve, hogy léteznek hasonló hangzású és jelentésű szavak az albán és katalán nyelvben, továbbá egyes olasz és görög nyelvjárásokban. Más hipotézisek szerint (Cipariu, Oltean) a latin templum (templom) vagy tempus (idő) szóból ered.

## Földrajz
A Cenk a Barcasági-hegyekhez tartozó Keresztényhavas főgerincéből a Nagykrukknál leváló, északkeleti irányba haladó mellékgerinc része, melynek egységei a Stechil – Gorița – Cenk – Csigadomb. A hosszú mellékgerinc utolsó magasabb pontja, a Keresztényhavas és a Barcasági-medence közötti utolsó lépcsőfok, és mivel a belvárosból nézve eltakarja a mögötte fekvő nyerget és a távolabbi vonulatokat, látszólag magányos tömbként emelkedik Brassó fölé. A szomszédos egységekével ellentétben a Cenk határait egyértelműen meg lehet jelölni: délnyugati határa a Cenk-nyereg (820 m), északnyugati a Köszörű-patak völgye (ahol Brassó történelmi központja fekszik), északkeleti a Cenket és a Csigadombot elválasztó Várnyak (660 m), délkeleti pedig a Rakodó-völgy.

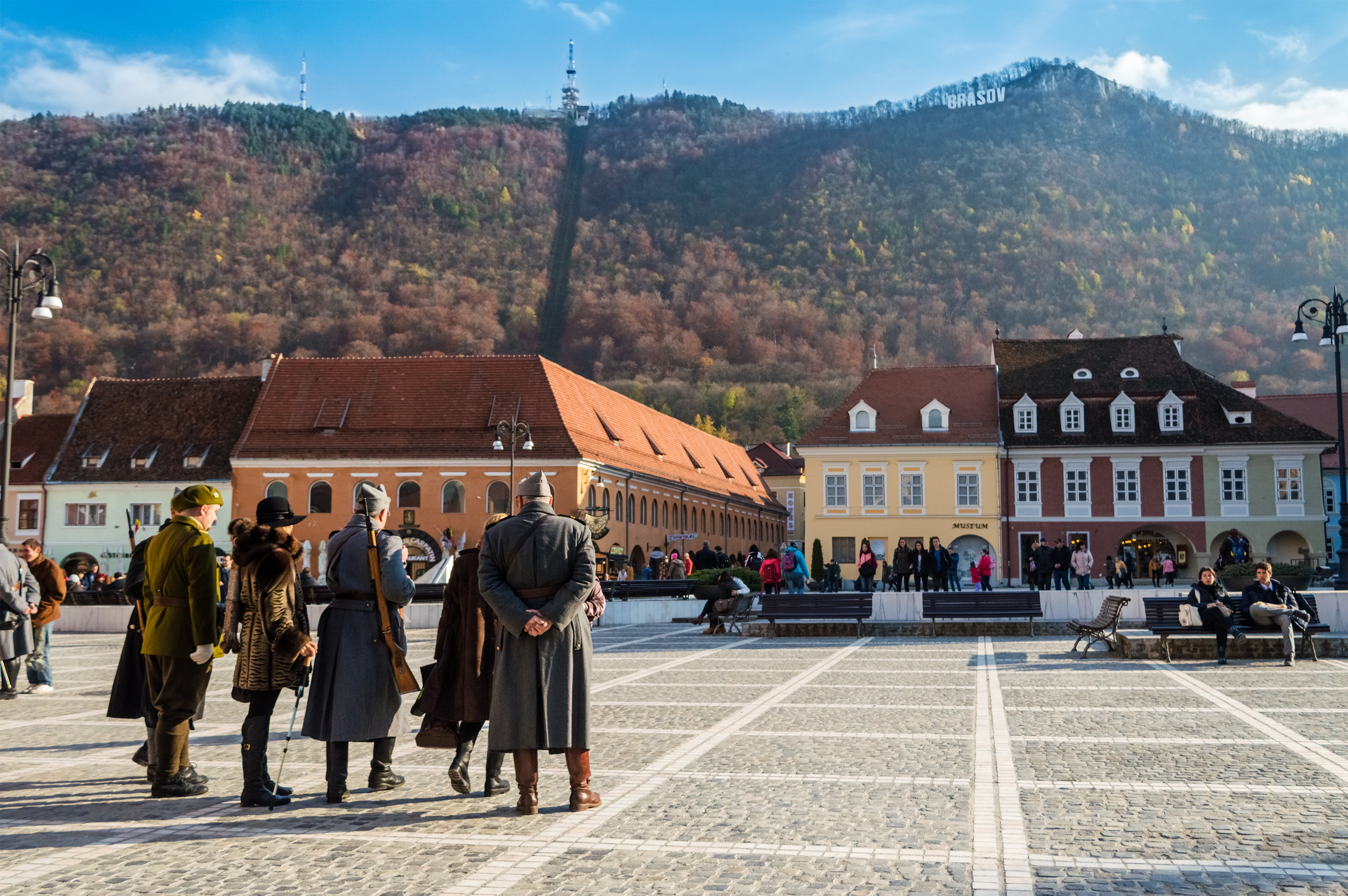
A Cenk a belvárosból

Morfológiailag egy délnyugat–északkelet irányú egységes, körülbelül 1000 méter hosszúságú, 850 méter magasságot meghaladó főgerinc jellemzi, amely vízválasztóként szolgál a Köszörű-patak és a Rakodó-völgy között. A főgerinc hosszában kisebb, lekerekített csúcsok vannak; délnyugati vége lankás, az északkeleti pedig egy igen meredek lejtőben folytatódik (itt lépcsőket vágtak a sziklába, amelyek áthidalják a 200 méteres szintkülönbséget). A fő csúcs (Cenk-csúcs) tengerszint feletti magassága a legtöbb forrás szerint 960 méter, bár olyanok is vannak, amelyek 955 vagy 957 métert jegyeznek. Ettől délnyugatra található a Kiscenk, egy 926 méteres mellékcsúcs. Bár magasságát tekintve a Cenket inkább dombnak lehetne nevezni, mégis hegyként tartják számon, mivel a környező hegytömbökkel együtt alakult ki és fejlődött, kinézetében pedig közelebb áll a hegyekhez, mint a dombokhoz.
A fő csúcsról és annak közeléből kiváló kilátás nyílik Brassóra és környékére. Északnyugati irányban látható a történelmi központ és Bolgárszeg, közvetlenül a központ mögött a Bácsél magaslata, tiszta időben pedig felsejlenek a Fogarasi-havasok. Északra a Fellegvár-hegy és a Malomdomb magasodik, a láthatárt pedig a Kotla és a Persányi-hágó zárják le. Északkeletre a Lempes emelkedik ki a Barcasági-medencéből, mögöttük pedig a Baróti-hegység és a Csomád-hegység látható. Keleti irányban kivehető Négyfalu, Prázsmár és a Bodzai-havasok, délkeletre a Csukás-hegység, délre és délnyugatra a Nagykőhavas és a Keresztényhavas fő tömbjei, nyugatra pedig a Királykő-hegység.
A Cenk szinte teljes területe természetvédelmi rezervátum, melyet már 1962-ben kijelöltek 188,2 hektáron (Rezervația naturală Tâmpa), 2000-ben pedig nemzeti természeti örökséggé (patrimoniu natural național) nyilvánítottak, ezen felül pedig Natura 2000 területnek számít. A természetvédelmi terület napját minden év szeptember 20-án tartják.
A Cenk mellett található a Keresztényhavas Brassóba benyúló mellékgerincének utolsó magaslata, a gyertyánnal borított, 713 méteres Csigadomb (románul Dealul Melcilor, németül Schenkenberg). A Cenket és a Csigadombot a Várnyak (Curmătura, Burghals) hágója választja el, amelyen a Dobrogeanu Gherea utca ível át. A csúcs közelében egy újkőkorszaki települést tártak fel (ún. Glina III–Schenkenberg-kultúra). A középkorban a domb keleti lejtőjén végezték ki az elítélteket, ezért abban az időben Akasztófahegynek (Galgenberg) nevezték; a Csigadomb elnevezés csak a modern korban honosodott meg. A 20. században déli oldalának egy részét elbányászták, hogy a Kügler (később Temelia) cementgyárat nyersanyaggal lássák el.
Többször tervezték, hogy a városközpontot és a Rakodó-völgyet egy Cenk alatt fúrt alagúttal kötik össze, de ez pénzhiány miatt sosem valósult meg. A tervet legelőször az 1940-es években vetették fel, majd 1979-ben, a Rakodó tömbháznegyedének építésekor ismét szóba került, de a 21. század elején is többször visszatértek rá. 2015-ben három variánst terjesztettek elő: egyik a hegy északkeleti része alatt, a Várnyak alatt húzódna, a másik kettő pedig a délnyugati részen, az Árvaház utcai kaputól a rakodói Tompa-vendéglőig (La Iepure) haladna.

### Geológia
Alapzata kristályos kőzetekből áll. Központi részének nagyját kimmeridge-i és tithon mészkő alkotja; északkeleti részén callovi–oxfordi mészkövek és radiolaritok találhatóak, délnyugaton pedig barremi–apti konglomerátumok. A hegy perifériáján, minden oldalon negyedkori üledék rakódott le.
Kristályos alapzata még a triász előtt alakult ki, majd a triász és kréta alatt körvonalazódtak a hegyeket alkotó geoszinklinálisok, egyes helyeken (többek között a Cenknél) pedig a kőzetek erősen fragmentálódtak, sasbérceket és árkokat alakítva ki. A Cenk nagy részét alkotó Stramberg-típusú mészkő a késő jura időszakában rakódott le, mikor a környéket meleg, sekély tenger borította. Az ezt követő korai krétában a hegy délnyugati részén márgás mészkő és konglomerátum halmozódott fel, majd ezt követte a flis. A késői kréta és pliocén között a szerkezet stabilizálódott, és megkezdődött a domborzat kialakulása, majd a negyedkorban alakot öltöttek a völgyek és teraszok, és megtörténtek a periglaciális folyamatok.
A mészkőben számos sziklabarlang alakult ki; a keleti részeken levőket (Várnyak és Rakodó felőlieket) a lakosság légvédelmi óvóhelyként használta a második világháború alatt. Később a bejáratokat rácsokkal zárták le.
A Cenken nincsenek állandó vízfolyások, az oldalakon legfennebb az esővíz által vágott vízmosások, árkok figyelhetőek meg. A lejtők lábánál néhány forrás van, amelyeket a kavicsban meggyűlt esővíz táplál; legismertebbek a Cenkalji sétány forrásai (ezek vizeit a Kertsch-vízmű gyűjti össze) és a Rakodó-völgy felőli János-forrás (Izvorul lui Ion). Egykoron a csúcs közelében is volt egy forrás, mely egy mészkőben kialakult vízzáró márgaréteg által szigetelt barlangban tört fel, a Brassovia-vár területén. A kútásók empirikus ismereteikre hagyatkozva sikeresen azonosították a forrás helyét és egy kutat létesítettek (ennek aknája ma is látható), mely fölé később egy Szent Lénárdnak szentelt kápolna épült.

### Flóra

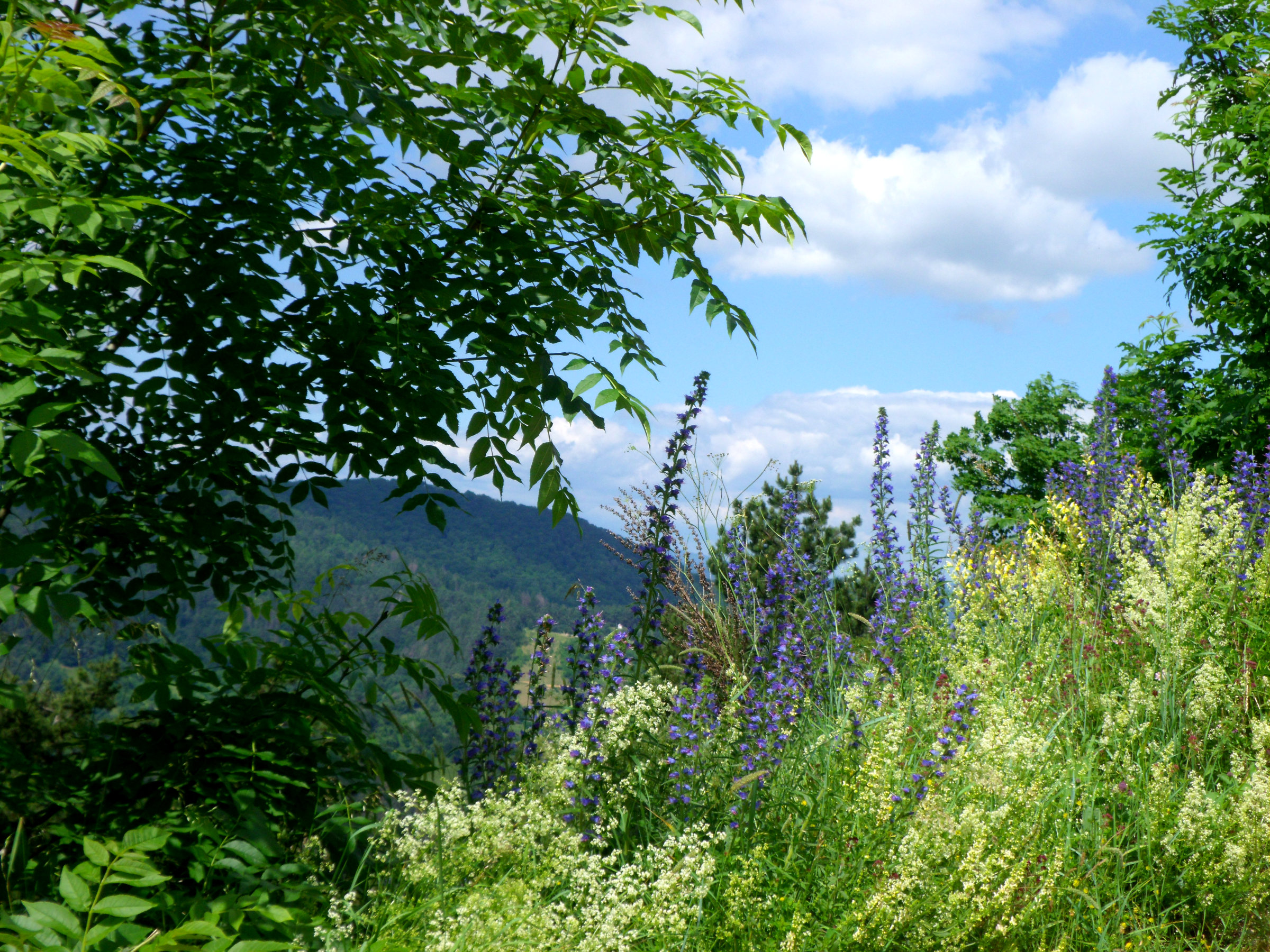
Flóra a Cenk-nyereg közelében

A Cenk erdőit a történelem során számos alkalommal pusztította tűzvész vagy emberi kéz, és ezek az események nagymértékben megváltoztatták az eredeti, régi növényvilágot. 1595-ben, a tizenöt éves háború alatt arra használták fel a faanyagot, hogy a közelgő ostromoktól tartva megerősítsék a város házait. 1713-ban és 1731-ben az erdő leégett. Az ínséges időkben többször kivágták a Cenk és a környező vonulatok fáit, csupaszon hagyva a magaslatot. Végül 1790-ben megtiltották a fa kitermelését; mi több, 1836-ban „tiltott erdőnek” nyilvánították, vagyis csak engedéllyel, adott napokon, és erdészek által kísérve lehetett belépni az erdő területére.
Az erdők első fennmaradt leírását 1798-ban készítette Johann Georg Jüngling városi intendáns (utóbb városkapitány). Ekkor még a mainál sokkal kisebb részét borították fák (főként bükk), város felőli lábánál, a mai STAR áruház környékén pedig legelő és halastó terült el. 1860-ban ismét tűzvész pusztította. 1875-ben a városi tanács a Brassót körülvevő magaslatok fásításáról döntött, és a kopár részekre erdei-, fekete- és vörösfenyőt ültettek Eduard Zaminer városi főerdész tervei alapján.
Egy 20. század eleji leírás szerint északnyugati, belváros felőli árnyas oldalát bükkerdő borítja, melybe az alacsonyabb részeken juhar és kőris keveredik. Az itt előforduló virágok közül megemlíthető a kikeleti hóvirág és az erdélyi májvirág. A száraz, napsütötte délkeleti oldal a 20. század elejéig kopár volt; ekkor fenyővel ültették be, de ezek nem mindenütt tudtak gyökeret vetni a meszes talajon, így egyes részeken a hegyoldal növényzete a füves pusztára jellemző: itt pompázik a hegyi kökörcsin, színeváltó kutyatej, pusztai madártej, sőt a száraz sztyeppékre jellemző halványkék törpejácint, mely csak a Cenken, a Lempesen, és a Függő-kőnél fordul elő a Barcaságon. Később kinyílnak a kecses keleti kockásliliom virágai, majd júniusban a nagyezerjófű, jajrózsa, csipkés gyöngyvessző, piros gólyaorr, szeldeltleveű szarkaláb, kék atracél, borzas törpezanót, pusztai árvalányhaj és a piros kígyószisz. Nyár közepén a lejtőt a réti margitvirág, rózsás kövirózsa, kerti habszegfű, termetes kakukkfű, közönséges gyújtoványfű, erdélyi zsálya díszíti, ősszel pedig a csillagőszirózsa, változó búzavirág, méregölő sisakvirág, sárga fogfű. A fenyőkön kívül néhány virágos kőris is fává fejlődött, túlélve a kemény teleket.
A fenti jellemzés a 21. század elején uralkodó állapotokra is érvényes, azzal a különbséggel, hogy egy 1946-os tűzvész után az elpusztult, csúcs környéki részeket erdei- és vörösfenyővel fásították újra; ennek tudható be az itteni fák viszonylag fiatal kora. A Cenk természetvédelmi területén több, mint 40 mohafajt és 458 magasabb rendű növényfajt tartanak nyilván.

### Fauna
A Cenken 975 nappali és éjszakai lepkefajt azonosítottak. Tekintve, hogy Romániában mintegy 4000 faj ismert, a kevesebb, mint 200 hektáros természetvédelmi terület lepkefaunája kiemelkedően változatos. Jellemző és tetszetős faj az ezüstkék boglárka, ezüstös boglárka, nagyfoltú hangyaboglárka. A tisztásokon megfigyelhetőek még a csüngőlepkefélék, a fakó gyöngyházlepke, tüzes tarkalepke, kacsafarkú szender, kis busalepke, közönséges szénalepke. A mészköves-sziklás helyeken előfordul többek között a fecskefarkú lepke, szemes boglárka, szalagos szerecsenboglárka, a bozótosokban pedig a kardoslepke és a szilva-farkincásboglárka. Az erdők szélén megjelenik az apolló-lepke, csíkos medvelepke, kis- és nagy színjátszólepke, az erdőkben pedig éjszakai lepkék élnek (például az apácalepke).

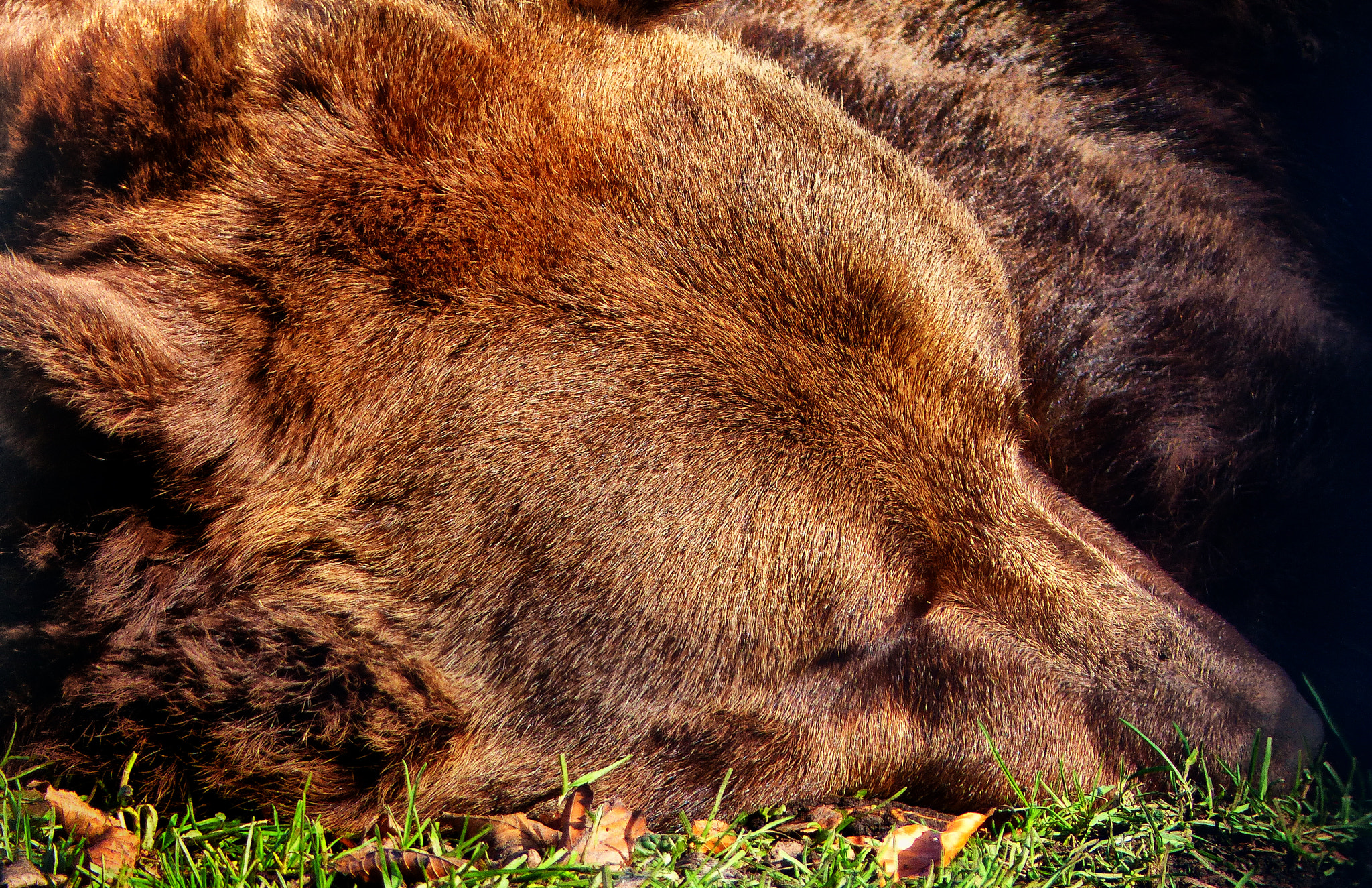
Medve

A hüllők közül külön említést érdemel a keresztes vipera (ennek hím egyedei általában melanisztikusak) és a zöld gyík. Ez utóbbi meglehetősen gyakori Erdély melegebb területein (például Medgyes vagy Segesvár környékén), de a Barcaságon csak itt él. Egyéb, itt előforduló kétéltűek és hüllők: foltos szalamandra, közönséges lábatlangyík, fürge gyík, fali gyík.
Ami a madarakat illeti, több, mint 110 fajt azonosítottak. Az erdőkhöz alkalmazkodott madarak az uralkodóak, mind például a verébalakúak, szalakótaalakúak, harkályalakúak, kakukkalakúak, sólyomalakúak. A legtöbb madár az északnyugati, bükkel borított, árnyékos oldalon él; annak is az alsó harmadában, ahol a fák a legöregebbek. A leginkább jellemző madárfajok az erdei pinty, széncinege, fenyvescinege, csilpcsalpfüzike, énekes rigó, fenyőrigó, meggyvágó, süvöltő stb. Védett, fenyegetett, a Cenken esetleg már kihalófélben levő faj az uhu, gyöngybagoly, uráli bagoly, gatyáskuvik, európai törpekuvik, császármadár, tövisszúró gébics, kis légykapó és egyes harkályfélék.
Az emlősöket a mókus, vakondok, sün, vaddisznó, őz, szarvas, nyuszt, hiúz, barna medve képviseli. A medvék régen csak nagyon ritkán tévedtek a Cenk környékére, de a 20. század végétől, a Rakodó-negyed felépülése után mind gyakoribb a jelenlétük, és több alkalommal támadtak vagy öltek meg embereket.
A 20. század elején még nagy számban fordult elő a bordás kórócsiga és a zebracsiga.

### Éghajlat
A Kárpátkanyarnál – ahol a Cenk is elhelyezkedik – találkoznak a nyugati, északnyugati nedvesebb légtömegek a keletről érkező kontinentális árnyalatúakkal. Maga a Cenk túl alacsony ahhoz, hogy az áramlások útjába álljon, azonban a légmozgások hatással vannak rá: északnyugati oldala nedvesebb, míg a délkeleti szárazabb.
Összességében a Cenket mérsékelt szárazföldi éghajlat jellemzi, melyen hegyvidéki övezetesség alakult ki (650 méter alatt szubmontán, fölötte premontán öv). Az évi átlaghőmérséklet 6 °C (Brassóban 7,8 °C, Brassópojánán 5,8 °C). A hideg évszakban gyakori a hőinverzió, mikor a medencék alján hidegebb van, mint a hegytetőkön; ilyenkor a köd elborítja Brassót és a Barcasági-medencét, míg a Cenk és a környéki hegyek szigetként emelkednek ki a ködtengerből. Az évi csapadékmennyiség 700 mm az alacsonyabb részeken és 1000 mm a gerinc közelében. Az éghajlat többi jellemzője nagyjából azonos Brassó éghajlatáéval.

## Helytörténet

### Építmények
Az évszázadok során több létesítmény is épült a stratégiai jelentőségű hegycsúcson vagy annak közelében. A középkorban nagyméretű, bevehetetlen vár állt rajta, melyet egyes történészek ókori eredetűnek vélnek, és ahol a környék lakossága veszély esetén meghúzódhatott. Később vallásos jelképek álltak a Cenken, majd a modern korban a mindenkori hatalom szimbólumainak hordozója lett: állt itt osztrák–orosz szobor, magyar millenniumi emlékmű, Sztálin-felirat, napjainkban pedig román zászló. A természetjárás térnyerésével megjelentek a turistáknak szánt létesítmények is: már a 19. században kilátóterasz és vendéglő épült, az 1970-es években felvonó és étterem, 2004-ben pedig Hollywood-stílusú betűk.

#### Brassovia vára

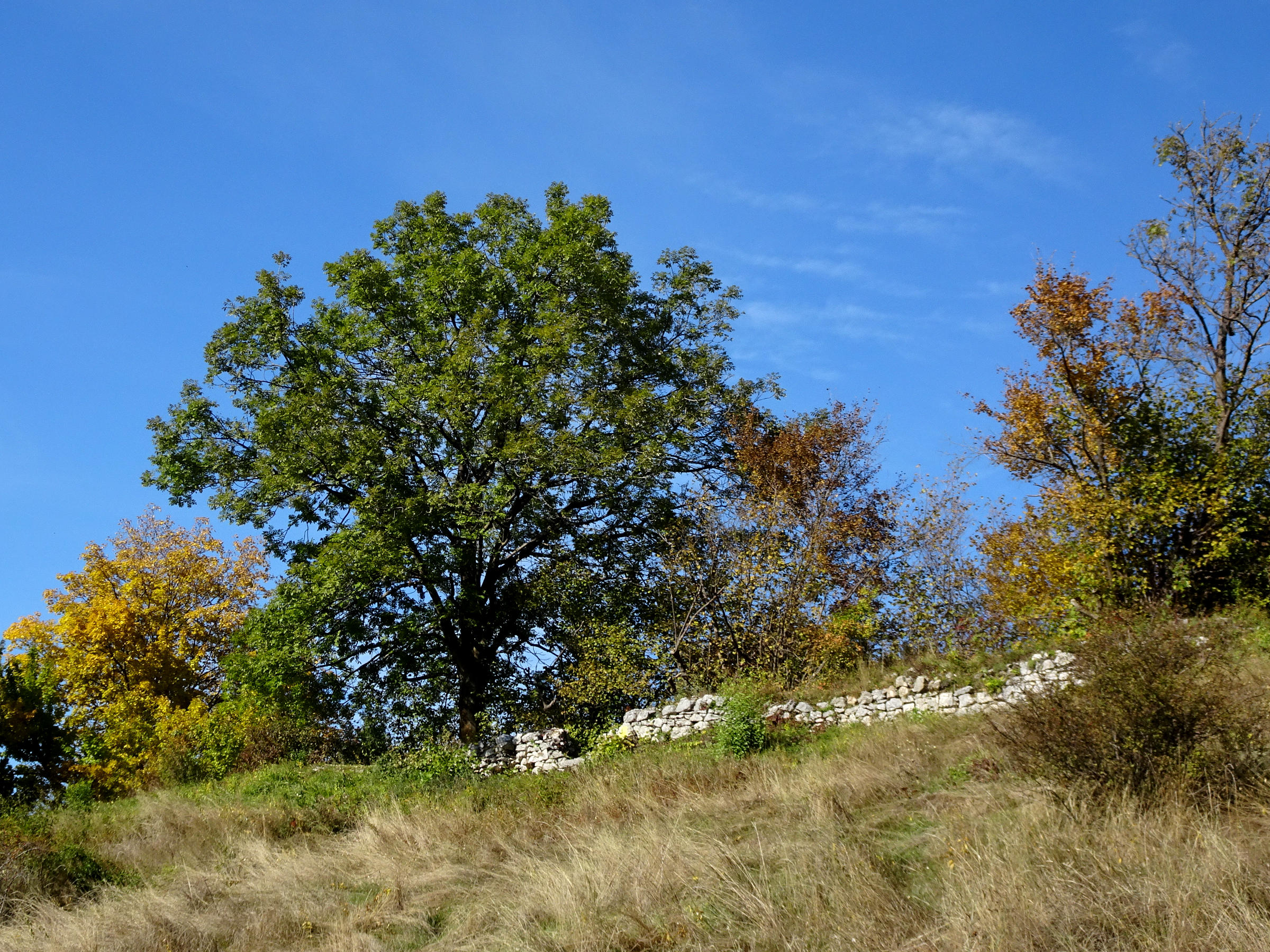
A vár romjai

A középkorban a csúcs közelében 2,3 hektár területű, a meredek sziklafalak és az elszigetelt hely miatt szinte bevehetetlen vár állt. Ez volt a környék legfontosabb védelmi pontja, ahol a brassóiak több tatár- és törökdúlást vészeltek át. Eredete homályba vész; egyes történészek a 13. századra teszik keletkezését, mások viszont ókori eredetűnek tartják. A falakon belül egy Szent Lénárdnak szentelt kápolna is állt, mely az erődítmény kútja felé épült. 1447-ben Hunyadi János parancsot adott a vár lebontására, mivel úgy ítélte meg, hogy fenntartása túlságosan nehézkes, és ha az ellenség kezére kerül, veszélyt jelent az egész vidékre. A bontást 1455-ben fejezték be, a köveket a városerőd megerősítésére használták fel.
Megjegyzendő, hogy a vár csak a modern korban kapta a Brassovia nevet (legelőször 1805-ben említik ezen a néven); a korabeli okmányok szerint a régi brassóiak egyszerűen „várnak” vagy „nagy várnak” nevezték.

#### Kereszt és kápolna
1696 nyarán, nem sokkal a Habsburg-hatalomátvétel után a jezsuiták egy nagy fafeszületet állítottak és szenteltek fel a csúcson, ahova mennybemenetel ünnepén minden évben zarándoklatot rendeztek. A keresztet a korabeli térképek is bejelölték, és a németek a hegyet hamarosan Kreuzbergnek (Kereszthegy) kezdték nevezni. A feszület valószínűleg rövid időn belül elpusztult, ugyanis 1712-ben ugyanarra a helyre Johann Draudt városi tanácsos egy kápolnát építtetett, melyet a korábbi várbeli kegyhely emlékére szintén Szent Lénárdnak szenteltek, a hegy neve pedig Kapellenbergre (Kápolnahegy) változott. A városra letekintő, katolikus uralmat jelképező kápolnát többször kifosztották és megrongálták, 1737-ben pedig villám csapott bele, több embert megölve. A villámcsapást rossz ómennek tartották, így a hívek felhagytak a búcsújárással, a kápolna pedig egy idő után az enyészeté lett.

#### Obeliszk és Bethlen-vendéglő
1849 késő őszén a Brassóban tartózkodó Hassford generális javaslatára diadaloszlopot emeltek a Cenken a szabadságharc leverésének ünnepére. Az emlékművet a köznyelvben „osztrák–muszka szoborként” ismerték, Orbán Balázs „a haza eltiportatása szégyenkövének” nevezi. A téglából épült obeliszk felirata Austria cum Russia unita / Rebellio devicta volt, rajta győzelmi jelvények fölött a forradalom sárkányát legyőző oroszlán vasszobra állt. A szobrot 1861-ben villámcsapás, más források szerint emberi kéz pusztította el, az obeliszk maradványait pedig 1869-ben elbontották.
1873-ban kilátóteraszt építettek, 1890-ben pedig a csúcs alatti kis barlangban (Nonnenloch, Apáca-odú) vendéglőt rendeztek be, melyet 1891-ben Bethlen András miniszter brassói látogatásának emlékére Bethlen-barlangnak (Bethlengrotte) kereszteltek. 1905-ben a vendéglő teraszát megnagyobbították. A román hatalomátvétel után Cabana Restaurant Tîmpa lett a neve, és még fél évszázadig működött, míg 1977-ben meg nem semmisült egy tűzvészben. A barlangban még láthatóak a kádak, melyekben egykor az italokat hűtötték.

#### Millenniumi emlékmű

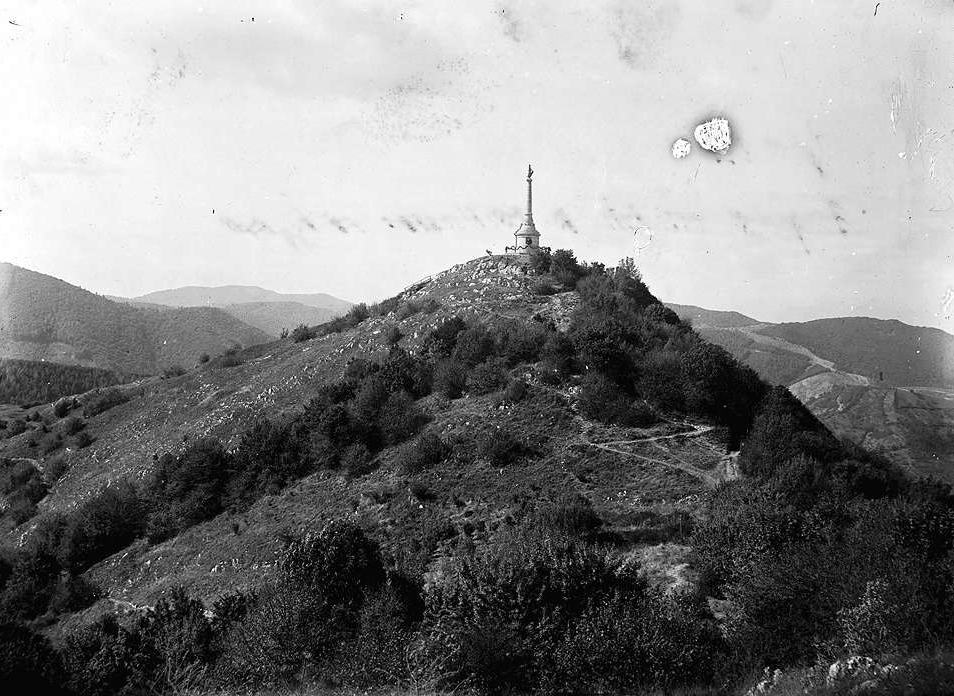
Az emlékmű

A cenki millenniumi emlékmű – a köznyelvben Árpád-szobor – egyike volt az 1896-os millenniumi ünnepségek alkalmával emelt hét „vidéki emlékműnek”, melyek emléket állítottak a magyar honfoglalásnak az ország különböző pontjaiban. A 21,5 méter magas alkotás a Cenk legmagasabb pontján, az egykori osztrák obeliszk helyén állt; talapzata bemélyedésekkel tagolt hengeres, lépcsőzetes tetejű idom volt, rajta címerrel; ezen egy kanellúrás dór oszlop emelkedett, melynek tetején egy 3,5 méteres, Árpád-kori harcost ábrázoló szobor állt. Felavatására 1896. október 18-án került sor, és a következő években számos alkalommal volt magyar hazafias rendezvények, ünnepélyek helyszíne. Ugyanakkor a brassói románok és szászok nem nézték jó szemmel a magyar térfoglalást jelképező szobrot, állítása és jelenléte ellen nyíltan tiltakoztak, avatásán nem vettek részt. 1913 szeptemberében bombatámadás érte, minek következtében megrongálódott, majd a december 31-ére virradó éjszakán, egy hóvihar alatt ledőlt. Újbóli felállítását a kitörő világháború, majd a berendezkedő román hatalom hiúsította meg.

#### Újabb szobortervek, majd Sztálin-felirat
A román hatalomátvétel után felmerültek olyan ötletek, hogy a millenniumi emlékmű mintájára egy gigantikus román jellegű szobrot kellene emelni a Cenk-tetőn. Octav Șuluțiu egy Andrei Mureșanu-szobrot vizionált, mely az egész Barcaság fölött uralkodott volna. Később egy Titulescu-szobor állítása is szóba került. A tervekből azonban nem lett semmi, helyettük egy kommunista jelkép jelent meg a Cenken: miután 1950-ben Brassót Sztálinvárosra (Orașul Stalin) keresztelték, az erdészek parancsot kaptak, hogy a hegy város felőli, bükkerdővel borított és 1946-ban tűzvész által pusztított oldalán rakják ki fenyőkből a STALIN nevet. 1960-ban, a desztalinizáció részeként a város visszakapta eredeti nevét, a cenki „feliratot” pedig idővel körülnőtte a növényzet, így olvashatatlanná vált (bár az ALIN betűk télen még a 20. század végén is kivehetőek voltak).

#### Felvonó és étterem
A cenkalji sétányról, a városközpont közeléből induló drótkötélpályás felvonó az Aranyszarvas Fesztivál alkalmából épült meg a pártvezetés – egyes források szerint maga Nicolae Ceaușescu – utasítására, hogy az ország „ne nevettesse ki magát a külföldi látogatók előtt”. Átadását eredetileg 1967-re tervezték, de az építkezés pénzhiány miatt elhúzódott, és végül csak 1971-ben, a fesztivál negyedik kiadásánál nyitották meg. A felvonó elkészítéséhez a nagy múltú olasz Ceretti & Tanfani céghez fordultak segítségért, hogy egy megbízható és biztonságos berendezést építsenek (a román felvonóépítés ekkor még gyerekcipőben járt, és nem sokkal azelőtt, 1966-ban balesetet szenvedett egy brassópojánai libegő, számos áldozatot követelve).
A felvonó felső, Cenk-tetői állomásánál ugyancsak 1971-ben étterem (Panoramic) és egy tv-relé is épült. Kezdetben forgó étteremhelyiséget terveztek a bécsi Donauturm éttermeinek stílusában, de végül csak egy „hagyományos” helyiség elkészítését hagyták jóvá. Az étterem a 2010-es évek elején bezárt, azóta üresen és elhanyagoltan áll.

#### Hollywoodi betűk
2004-ben a megyei tanács a hollywoodihoz hasonló nagyméretű BRASOV feliratot helyezett el a kilátó közelében, azonban a szélviharok hamarosan megrongálták és tönkretették. 2006-ban új, ellenállóbb feliratot készítettek, mely azóta is áll. A műanyag betűk magassága 6 méter, és erős reflektorok világítják meg őket; 2018 óta egyes napokon színes megvilágítást is kapnak egy-egy esemény reklámozására. Szintén a 2000-es évek elején állították a zászlórudat (a felvonó állomásától nyugatra elhelyezkedő kis magaslaton), melyen egy 5×7 méter méretű, éjszaka megvilágított román zászló leng; ezt általában néhány hónaponként cserélik, mivel a szél gyakran szétszaggatja. 2010-ben egy távközlési tornyot emeltek a gerincen.
Ami a megvalósulatlan terveket illeti, 2004-ben egy 30 méternél is magasabb, acélból és sárgarézből készült kereszt állítását tervezték a Cenk csúcsára, az egykori millenniumi szobor helyére, és további emlékművek építését is kilátásba helyezték. 2018-ban a román ortodox egyház egy ortodox zarándokhely létesítését kezdeményezte, mely egy kápolnát és a hegycsúcson állított nagyméretű fémkeresztet feltételezett. A 2010-es években a Brassovia-vár újjáépítése is szóba került.

### Természetjárás

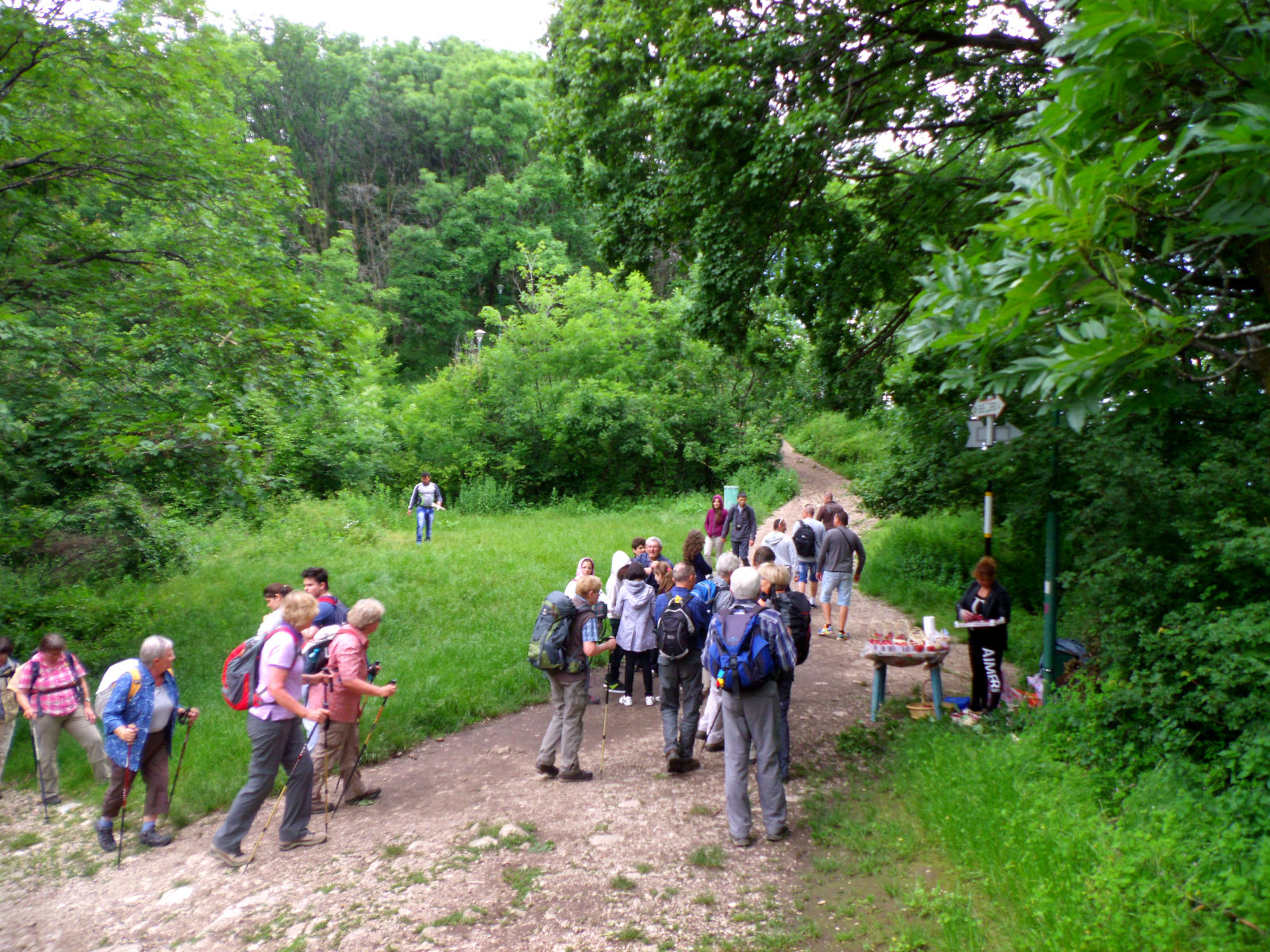
Turisták a gerincen

A csúcsról nyíló páratlan kilátásnak köszönhetően a Cenket már a természetjárás elterjedése előtt is szívesen keresték fel a kikapcsolódást kereső brassóiak, sőt a városba látogatók is. Egy korai beszámoló Déryné Széppataki Róza tollából származik, aki 1826 májusában társaival együtt gyalogszerrel ment fel a „borzasztó magasságú Cenk-tetőre (...) kősziklás, göröncsös kapaszkodókon”, hogy fentről megcsodálják a város környékét, majd leereszkedve egy erdős oldalon egy tisztáson főzzenek és étkezzenek. A lakoma közben azonban eső kerekedett, elmosva a pikniket. A csoport az erdőben keresett menedéket, majd az alkonyatban, sáros-vízmosásos ösvényeket követve jutottak vissza a városba.
Az első turistautat, az úgynevezett szerpentines utat 1837-ben építették ki Karl Gebauer városi erdőmérnök tervei alapján, és a városközpont felől, a Cenkalji sétányról visz fel a gerincig. A csúcs közelében 1873-ban kilátóteraszt építettek, 1890-ben pedig vendéglőt nyitottak. 1888–1896 között Oskar Alesius SKV (Siebenbürgischer Karpatenverein, Erdélyi Kárpátok Egyesület)-alelnök vezetésével a Cenket keletről megkerülő, a Rakodó-völgy felé haladó ösvényt vágtak a sziklába. Ebből ágazik el a gerincre meredeken felkapaszkodó ösvény, melynek kezdeti részét (ún. Gábony-lépcső) 1930–1931-ben létesítették.

#### Utak a csúcsra
- A piros háromszöggel jelölt szerpentines utat 1837-ben létesítették Karl Gebauer tervei alapján; a 25 kanyart leíró ösvény a cenkalji sétányról indul, és a gerincre, a csúcs közelébe visz. A kanyarok számozása fentről kezdődik. A 19. kanyartól egy összekötő ösvény indul a Lovagok útja felé, ezt Kamner-útnak nevezik.[2]
- A sárga háromszöggel jelölt út szintén a cenkalji sétányról, de keleti irányba indul, majd a Várnyaknál (az úgynevezett Alesius-padnál) a meredek Gábony-lépcsőben folytatódik, melyet 1930–1931-ben vágtak a sziklába. Az ösvény ezután délnyugati irányba folytatódik a csúcs felé, érinti a nyerget, utána fokozatosan ereszkedik tovább (Ágnes-út) a rakodói egykori Tompa-vendéglőig (La Iepure).[42]
- A Lovagok útja a legrégebbi ösvény; valószínűleg már a középkorban is használták a vár védői. A Cenkalji sétány felső részéből, az egykori Lövölde környékéről indul, és meredek, sziklás terepű fenyvesben visz fel a Cenk nyergéig.[2] A nyeregig kék sávval van jelölve, onnan a sárga háromszög jelzésen lehet továbbhaladni a Cenk-csúcs irányába (a kék jelzés a Keresztényhavas fő tömbje felé folytatódik).[42]
- A legkönnyebb gyalogút a Rakodó-negyed felől induló, autóval is járható (de a közforgalom elől lezárt) erdészút, melyet 1970-ben, a felvonó és az étterem létesítésekor hoztak létre a munkagépek számára, napjainkban fakitermelők használják. Ez több kanyart leírva visz a nyeregig, majd onnan tovább a felvonó felső állomásáig. Építésekor bontották le a Brassovia-vár egykori főkapuja mellett fennmaradt nagyobb falrészt.[23][25]
- A Rakodóból egy jelöletlen ösvény is indul, mely meredeken, toronyiránt visz fel a nyeregig.[9]
- A városközpont közeléből induló drótkötélpályás felvonó 2 perc 20 másodperc alatt jut fel a csúcsra, illetve onnan vissza. A pálya hosszúsága 573 méter, a két állomás közötti szintkülönbség 320 méter. Sebessége 6 m/s, egy kabinban 20 utas fér el, vagyis óránként 440 turista közlekedhet vele.[33]

## A kultúrában
Brassó és a Cenk fogalma már régen összefonódott: a város elválaszthatatlan a szinte minden részéről látható magaslattól: a Cenk „mindig és mindenütt ott van, akár a város őrangyala”. Octav Șuluțiu szerint „a Cenk nélkül nem lehet elképzelni Brassót. A város fizionómiájának legfontosabb eleme, mely semmilyen körülmények között nem hiányozhat. […] A Cenk alatt gyűlik össze a város élete, mindennapi szívverése, melynek a város fölé magasodó hegy nyújt erős biztonságérzetet.” Szemlér Ferenc így ír róla: „Ami él és változtathatatlan, az [a] Brassó mögött égnek meredő Cenk […] Testének roppant tömege eltakarja az egész keleti látóhatárt, ez már itt szinte a világ vége. Csak az tudja megérteni ezt a hegyet, aki Brassóban él. A Cenk maga az állandóság, a nyugalom, maga a mozdulatlan természet. Mint védő fal mögött bújik meg itt a város és félénken ismeri el törpeségét. A Cenk pedig meztelen sziklahomlokát merészen feszíti szembe a szelekkel, amelyek messzi pusztákról fordulnak feléje. Téli éjszakákon a székely mezőkről felinduló Nemere vadul szaggatja a hegyoldal kopár faóriásait, de a város nyugodtan pihen a zúgó hegy alatt, mint gyermek a védő anyaölben. Tavasszal a csillogó zöld levelek rengetegében turkál a lágykezű szél s a lombok susogása betölti az egész Vár-utcát. Rekkenő nyári napon is hűvös van itt s a nyitott ablaknál alvó feketerigók csillogó füttyszavára ébred.”
A kultúra és tudomány számos nagyja méltatta a Cenket. Thaly Kálmán szerint „A Czenk Brassó fölött, az ország délkeleti szögletében, a legszebb pontoknak egyike a magyar korona összes területén.” Hans Wühr művészettörténész a brassói költők és művészek varázshegyének (Zauberberg) nevezte. Fenichel Sámuel azt állította, hogy még sohasem látott a Cenk-teteji panorámánál szebb tájat, és feljegyezték, hogy Tanárky Gedeont annyira lenyűgözte a kilátás, hogy többé le sem akart jönni.
Számos magyar és román költő és író említi meg egyes műveiben (vagy teszi azok középpontjává) a Cenket: Apáthy Géza, Áprily Lajos, George Coșbuc, Jancsik Pál, Eugen Jebeleanu, Nicolae Labiș, Reményik Sándor, Szemlér Ferenc.

### Legendák

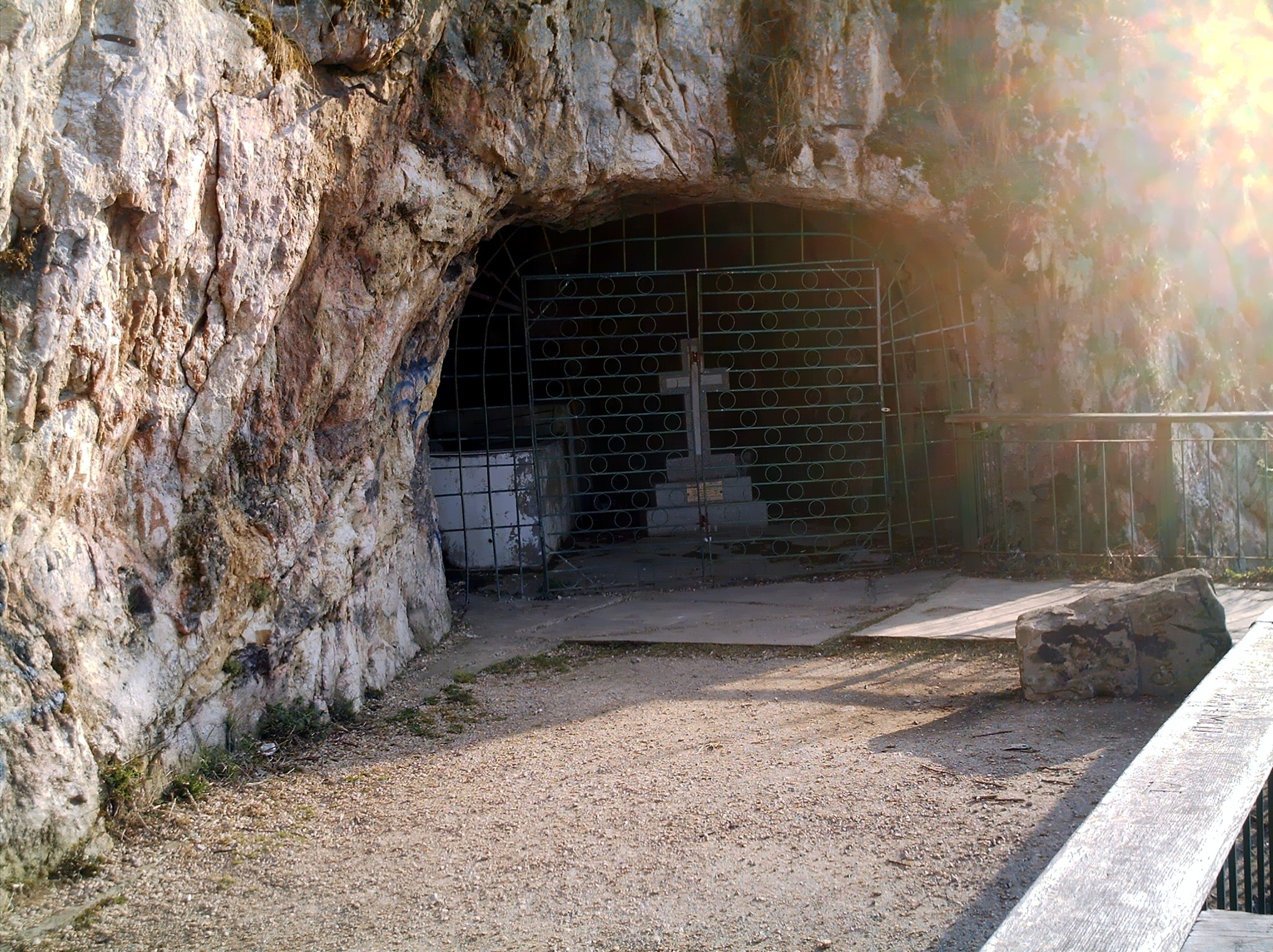
A Bethlen-barlang

Más barcasági hegyekhez hasonlóan a Cenkkel kapcsolatban is léteznek óriásokról és tengerről szóló eredetmondák. Egy legenda szerint a Barcaságot régen tenger borította, a keletről érkező óriások pedig a víz fölé emelkedő hegycsúcsokon lépegettek nyugat felé. Elértek a Nagykőhavasig, azonban a távolság túl nagy volt, hogy onnan átlépjenek a Fogarasi-havasokra. Az óriások ekkor kiástak egy adag földet (így keletkezett a Tömösi-szoros), melyből felépítették a Cenket, hogy onnan továbbléphessenek Fogaras felé. Egy másik népmonda szerint maga a Cenk volt egy gonosz óriás, aki rettegésben tartotta a város népét, míg egy ifjú vitéz kővé nem változtatta.
A csúcs alatti, később Bethlen-barlangként ismert Nonnenlochban egyes legendák szerint egy remete vagy egy apáca, mások szerint egy emberevő sárkány élt. A sárkány áldozatai a városi elöljárók gyermekei közül kerültek ki, és számos fiatal áldozatul esett, míg nem egy szász mészárosnak mentő ötlete támadt: oltatlan meszet kötött egy borjúbőrbe, majd a barlang bejáratánál hagyta azt. A sárkány megette a meszet, majd vizet ivott rá, minek hatására szétrobbant.
Az erdélyi szász mondavilágban gyakoriak a misztikus tér- és időutazásról szóló történetek (egy monda szerint maguk a szászok is így érkeztek Erdélybe, az Almási-barlangban nyíló térkapun keresztül), és a Cenkhez is kapcsolódik egy ilyen legenda. E szerint a brassói szász gimnázium egy teológus hallgatója igen szép prédikációkat tudott írni, amelyeket aztán elő is adott a Szent János utcai templomban. A prédikációkat általában a város nyüzsgésétől elvonulva, a természetben írta és tanulta meg, és egyik kedvenc helye a Cenk fás északnyugati oldala volt. Egy napon a hegycsúcs közelében egy kis madarat követve egy növényzettel eltakart sziklarepedésre bukkant, amely egy nagy barlangba nyílt. Itt találkozott a hegy szellemével (Berg-Geist), aki egy ezüst oszlopos csarnokba vezette a diákot, ahol számtalan drágakő állt halmokban a földön – a hegyi szellemek ezekből készítették minden tavasszal az erdei-mezei virágokat. Távozásakor a diák észrevétlenül elvett egy maréknyi drágakövet, azt remélve, hogy azokból meggazdagodhat, és elbúcsúzva vendéglátójától, visszatért Brassóba. A város azonban idegennek tűnt, az emberek fura divat szerint öltözködtek, a gimnáziumban nem ismerte fel diáktársait, a drágakövek kaviccsá változtak zsebeiben, a rektor pedig neve alapján úgy ismert a fiatalra, mint egy száz évvel azelőtt nyomtalanul eltűnt, ígéretes teológusra. Mikor az óra delet ütött, a diák pillanatokon belül megöregedett, majd meghalt. Később számos fiatal kutatott a kincses barlang után, de nem találtak rá, és a legenda lassan feledésbe merült.
A román hagyomány szerint a Cenk ősi dák kegyhely volt, ahol a dákok oltárköveken mutattak be áldozatokat Szamolxisznak.
Egy újabb keletű városi legenda szerint a Cenk belsejében egy tengerszem van, és ha alagutat fúrnának alatta, a víz kiömlene és elárasztaná a városközpontot. Egy másik szóbeszéd a hegy alatt található, a Várnyaktól a Tanácsházig húzódó alagútrendszerről szól.

## Képek

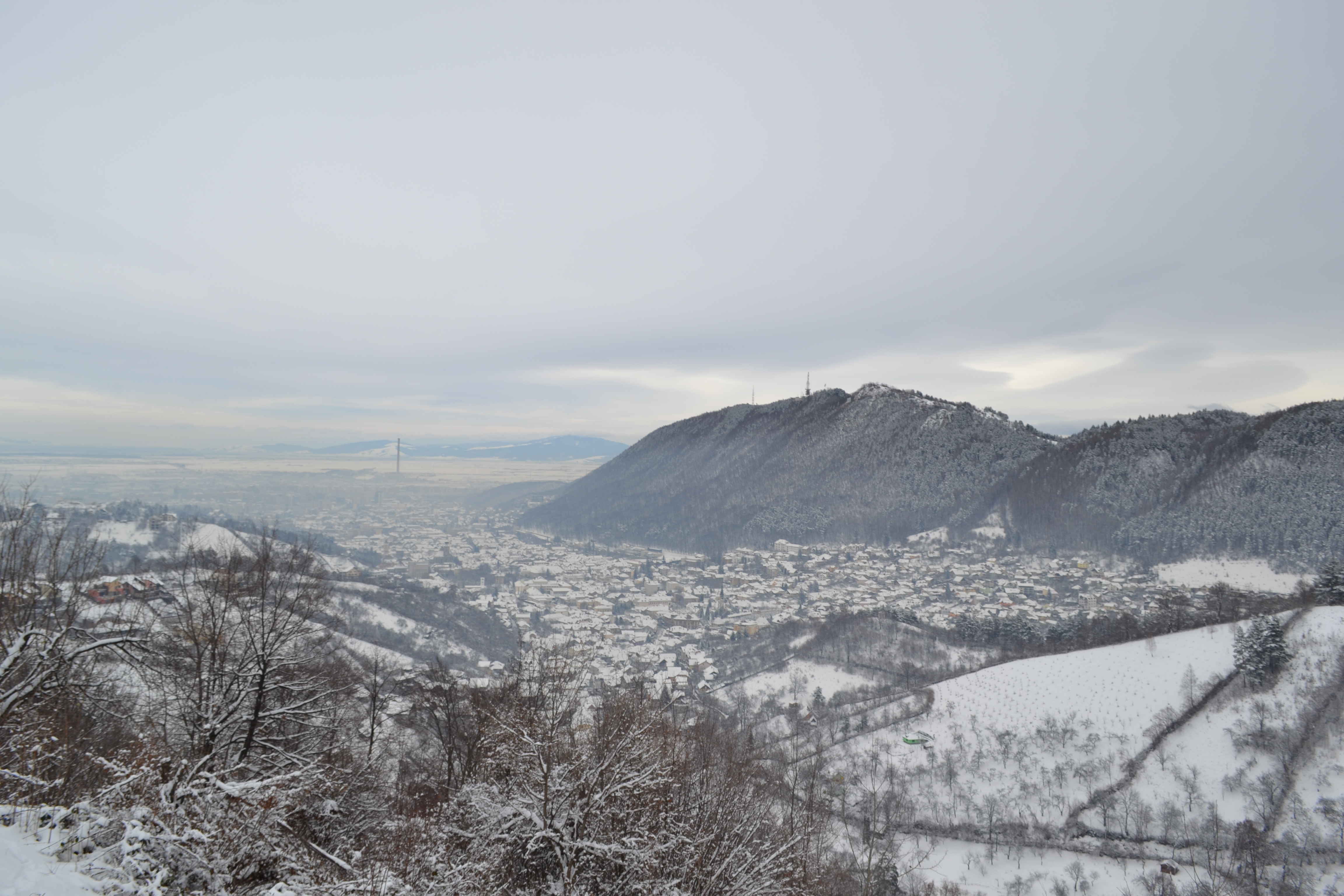
A Cenk nyugatról, a DN1E felől, télen
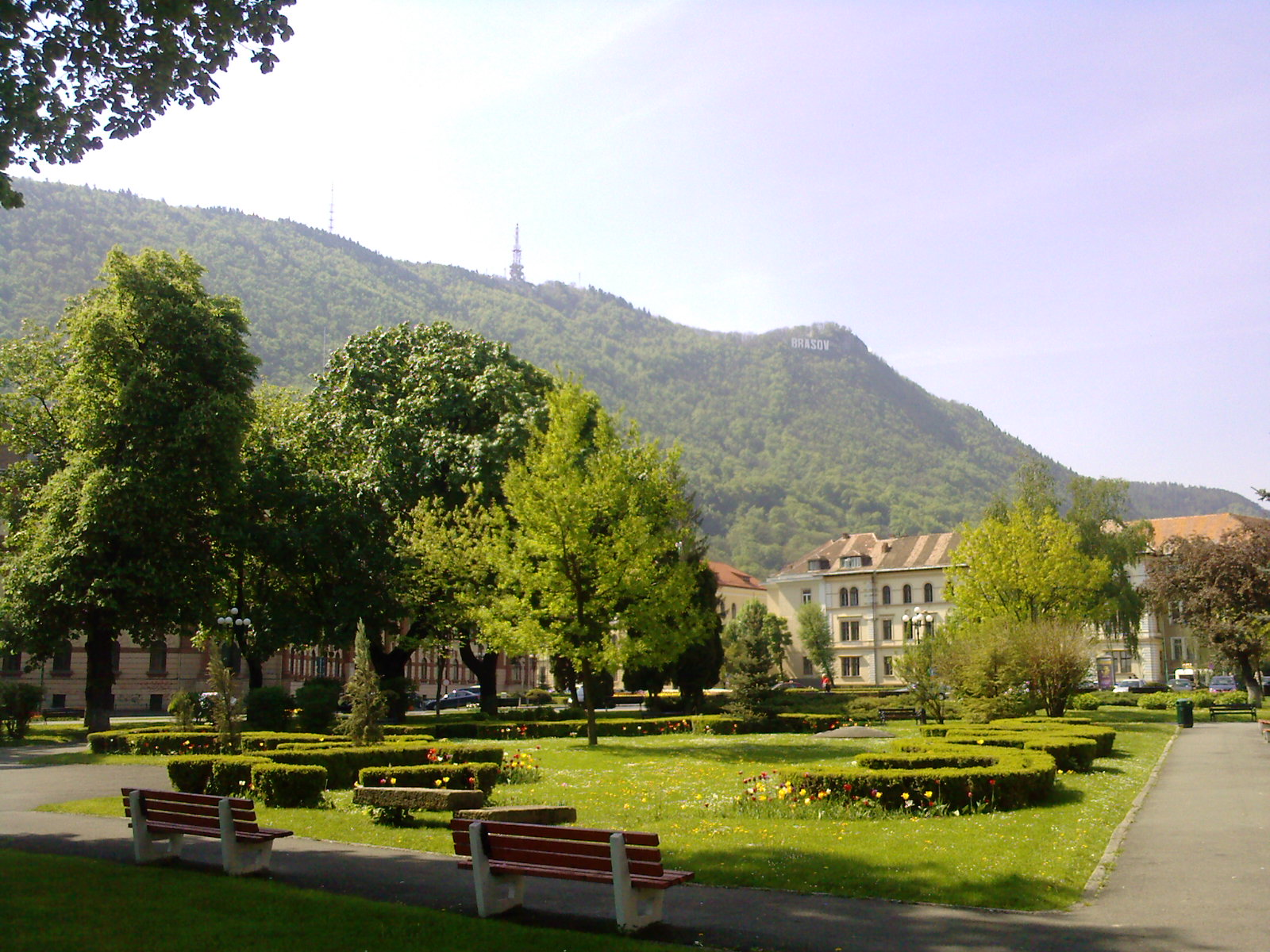
A Cenk északról, a Rezső körútról
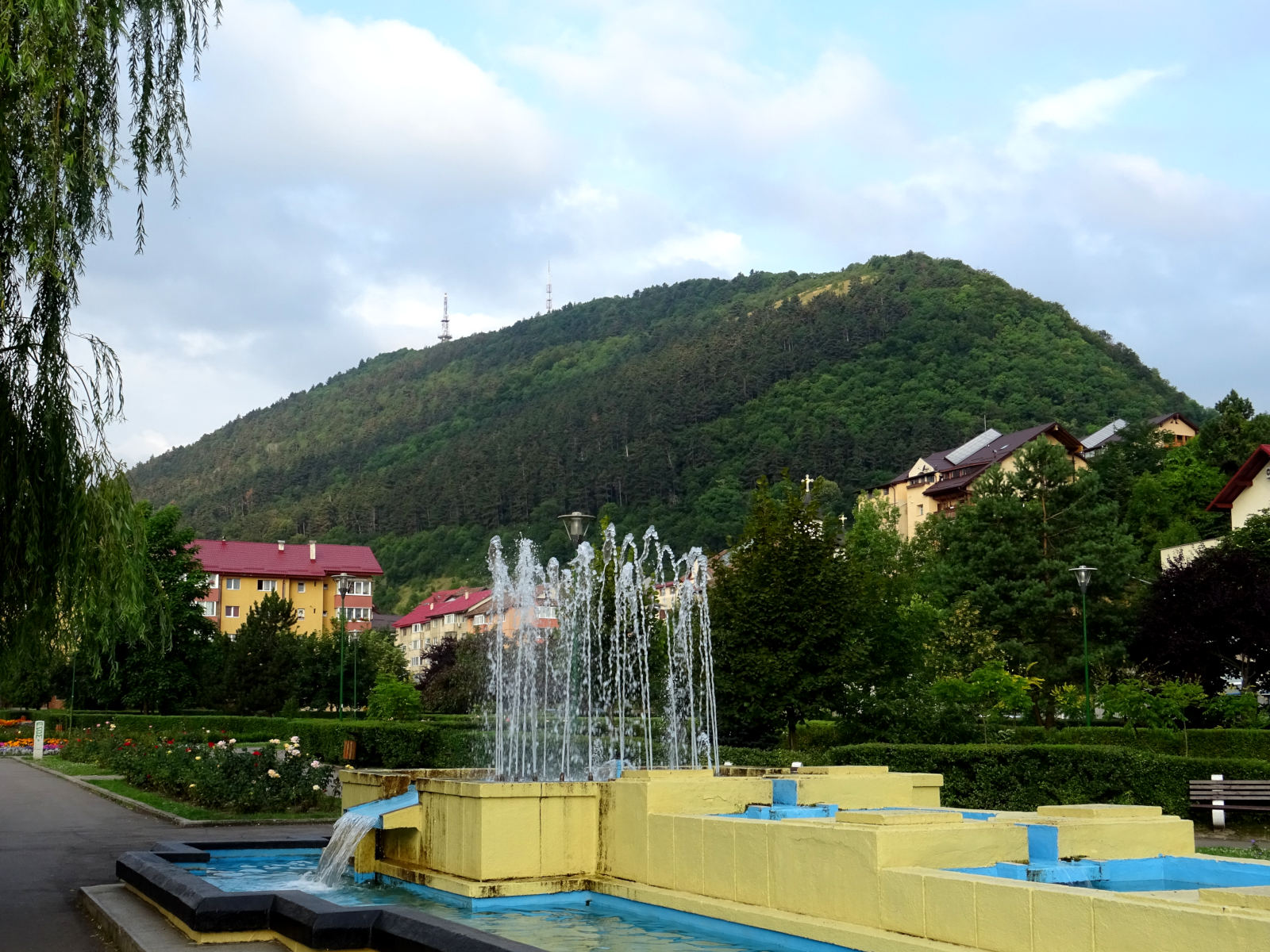
A Cenk keletről, a Rakodóból
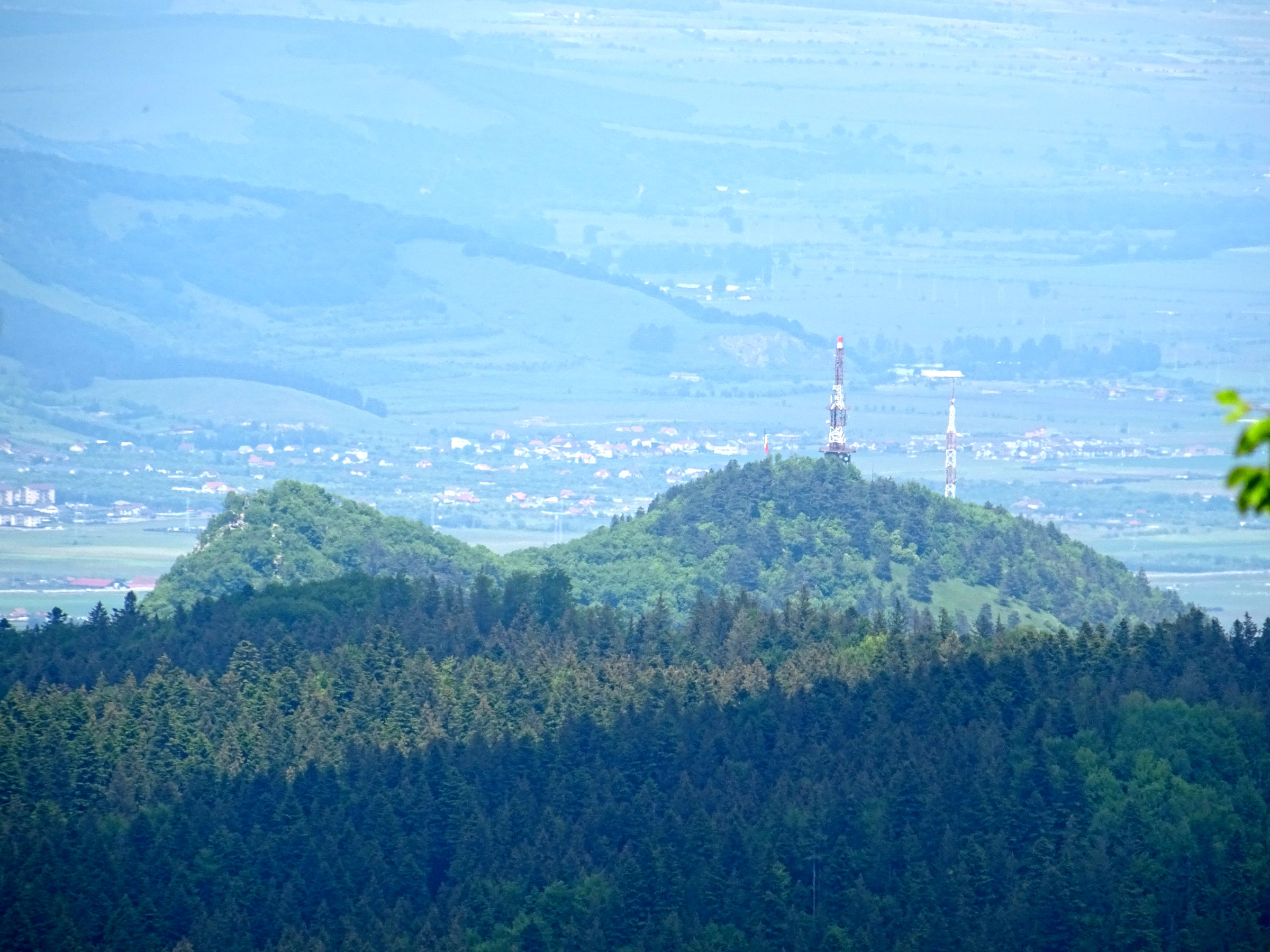
A Cenk a Keresztényhavas főgerincéről
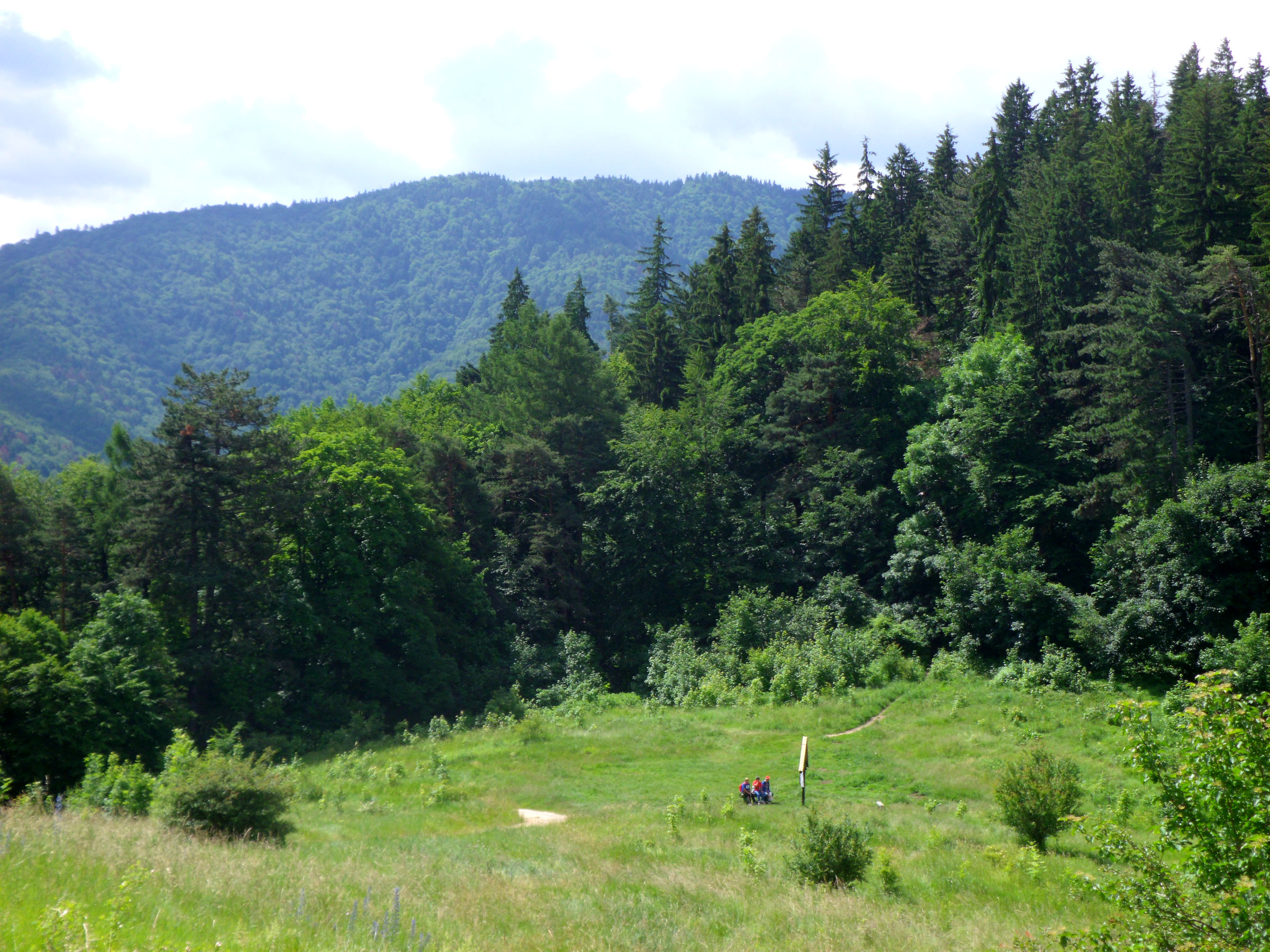
A Cenk-nyereg